# Valencia 2000
Valencia 2000 fou una «associació cultural» de caràcter blaver activa als anys huitanta que agrupava diversos elements del petit empresariat valencià. Va ser impulsada per l'empresari Francisco Domingo, qui també va impulsar la candidatura de Coalició Electoral Valenciana (inicialment anomenada Convergència Valenciana i després Coalició Valenciana) a les eleccions a Corts Valencianes del 1987. Altres membres de l'organització foren Vicente Blasco-Ibáñez Tortosa, Enrique Martínez Mortes (membre de CEPYME), Francisco Trullenque (síndic-president de la Borsa de València) o Alfredo Martí Ferrer (AP / UV). Comptava amb un butlletí intern anomenat Fulls 2000.